# Duolandrevus yonaguniensis
Duolandrevus yonaguniensis är en insektsart som beskrevs av Ichikawa 2001. Duolandrevus yonaguniensis ingår i släktet Duolandrevus och familjen syrsor. Inga underarter finns listade i Catalogue of Life.